# Jacques Brugnon
Jacques Marie Stanislas Jean Brugnon (* 11. Mai 1895 in Paris; † 20. März 1978 in Monaco) war ein französischer Tennisspieler. Er gehörte zu den vier Musketieren, die den Tennissport in den 1920er und 1930er Jahren beherrschten. Als einziger von ihnen gewann er keinen großen Titel im Einzel, war mit zehn Grand-Slam-Titeln im Doppel und zwei Titeln im Mixed-Doppel aber der erfolgreichste außerhalb der Individualwertung. Darüber hinaus gewann er die olympische Silbermedaille 1924 und war Teil der französischen Mannschaft bei sechs aufeinanderfolgenden Titeln im Davis Cup.

## Karriere

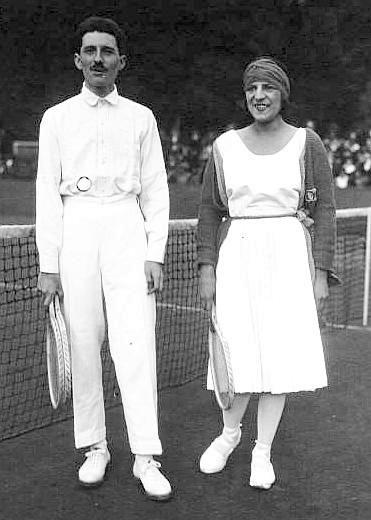
Jacques Brugnon mit Suzanne Lenglen

Brugnon trat 1919 das erste Mal häufiger bei Tennisturnieren in Erscheinung. Er erreichte in diesem Jahr etwa das Viertelfinale bei den Tennis-Hallenweltmeisterschaften sowie das Halbfinale bei den French Covered Court Championships. In den frühen 1920er-Jahren bildete er zusammen mit Suzanne Lenglen eines der stärksten Mixed-Doppel der Zeit. Sie gewannen zusammen die French Open in den Jahren 1921 bis 1923 sowie 1925 und 1926. Wegen der Teilnahmevoraussetzungen, die nur französischen Clubmitgliedern zum Turnier zuließ, gelten nur die Titel ab 1925 offiziell als Grand-Slam-Turniere. Die erfolgreichste Zeit als Einzelspieler hatte Brugnon in den Jahren 1926 und 1929, als ihm er bei allen vier Grand-Slam-Turnieren sein bestes Abschneiden gelang. Bei den French und US Open schaffte er es je dreimal ins Viertelfinale, bei den Australian Open 1928 schaffte er es das einzige Mal ins Achtelfinale. Sein bestes Ergebnis erzielte er 1926 in Wimbledon, als er Howard Kinsey im Halbfinale in fünf Sätzen unterlag. In den Jahren 1926 und 1927 wurde er von Arthur Wallis Myers vom The Daily Telegraph als Nummer 10 bzw. 9 der Welt bewertet.
Als Teil der vier Musketiere war Brugnon vor allem für seine Dominanz im Doppel bekannt. Den ersten großen internationalen Doppeltitel gewann Brugnon 1923 bei den Hartplatz-Weltmeisterschaften an der Seite von Marcel Dupont. Mit selbigem Partner gewann er auch die Französische Tennismeisterschaften 1922, als ausländische Spieler noch nicht alle zugelassen wurden. In den Zeitraum von 1925 bis 1939 fielen 17 Grand-Slam-Finalteilnahmen, die Brugnon alle entweder mit Jean Borotra oder mit Henri Cochet absolvierte. Bei den Australian Open gewann er den einzigen Titel 1928 mit Borotra (als erste nicht-englischsprachige Sieger), in Wimbledon gewann er mit Borotra (1932, 1933) und Cochet (1926, 1928) je zwei Titel. Von seinen fünf Titeln in den Jahren 1927, 1928, 1930, 1932 und 1934 entfielen zwei auf Cochet und drei auf Borotra. Dreimal traten alle vier „Musketiere“ im Finale des Turniers aufeinander und jedes Mal mussten fünf Sätze zur Entscheidung herhalten. Den einzigen Sieg holte Brugnon in der Konstellation mit Cochet im Jahr 1927.
Brugnon nahm 1920 und 1924 an den Olympischen Spielen teil. 1920 schied er im Einzel gegen den Südafrikaner Louis Raymond aus, während er mit Jean-François Blanchy im Doppel nach verlorenem Halbfinale nicht zum Spiel um Platz 3 antrat. Vier Jahre später verlor er mit Cochet im Doppel gegen die US-Amerikaner Frank Hunter und Vincent Richards in fünf Sätzen und gewann die Silbermedaille. Im Team der französischen Davis-Cup-Mannschaft spielte Brugnon zwischen 1921 und 1934 in insgesamt 31 Begegnungen. Seine Bilanz war 26:11, wovon nur 4:2 auf das Einzel entfielen, während er hauptsächlich Doppel spielte und dort je elfmal mit Borotra und Cochet antrat. Mit René Lacoste bildete er achtmal, aber nur zu Anfang, eine Paarung. Als Team durchbrach Frankreich die Phalanx der US-Amerikaner, die von 1920 bis 1926 siebenmal in Folge gewonnen hatten. Frankreich gewann 1927 das erste Mal und seinerseits sechs aufeinanderfolgende Titel bis 1932. Brugnan kam bei vier der Finals zum Einsatz.
Seine aktive Karriere endete 1939, als er das letzte Mal bei drei der vier Majors an den Start ging. Danach folgte nur noch seltene Turnierteilnahmen im Doppel, zuletzt 1948 in Wimbledon.
Der Spielstil Brugnons wurde als unorthodox beschrieben. Da er die Rückhand meidete und die Bälle stattdessen für eine Vorhand umlief, fiel es den Gegnern schwer seine Schläge vorherzusehen. Sein Volley galt als sein Paradeschlag und hatte Tiefe und Genauigkeit. Das Doppelspiel profitierte vor allem von seinem Taktikverständnis und seinen Reflexen. Er traf selten falsche Entscheidungen. Bill Tilden schrieb über den jungen Brugnon im Jahr 1920: 

“Burgnon is brilliant, flashy, hard hitting, erratic, and inexperienced. He is very young, hardly twenty years of age. He has a fine fore-hitting style and excellent net attack, but lacks confidence and a certain knowledge of tennis fundamentals.”

„Burgnon ist brillant, auffällig, schlagkräftig, unberechenbar und unerfahren. Er ist sehr jung, kaum zwanzig Jahre alt. Er verfügt über eine gute Vorhand und einen ausgezeichneten Netzangriff, aber es mangelt ihm an Selbstvertrauen und einem gewissen Wissen über die Tennisgrundlagen.“

1976, zwei Jahre vor seinem Tod, wurden Brugnon und die anderen „Musketiere“ zeitgleich in die International Tennis Hall of Fame aufgenommen. Ein Jahr später trafen sich zu viert in London, anlässlich des 100-jährigen Geburtstags des Turniers in Wimbledon.

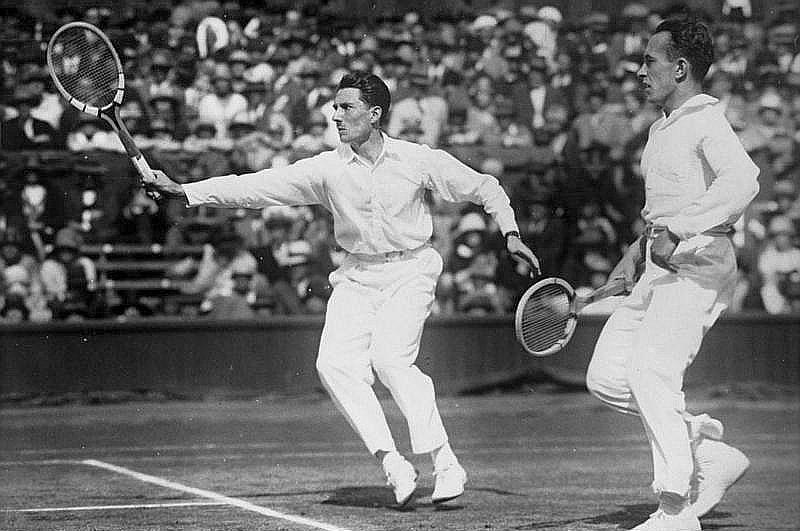
Brugnon (li.) und Cochet 1930 in Wimbledon

Nach ihm ist der Coupe Jacques Brugnon benannt, den bei den French Open die Sieger im Herrendoppel erhalten.

## Erfolge (Auswahl)
| Legende (Anzahl der Siege) |
| Grand Slam (12)            |
| Olympische Spiele          |
| Weltmeisterschaften (1)    |
| Sonstige Turniere          |

| Titel nach Belag |
| ---------------- |
| Hartplatz (1)    |
| Sand (8)         |
| Rasen (4)        |
| Teppich (0)      |

### Doppel

#### Turniersiege
| Nr. | Datum           | Turnier                                               | Belag     | Partner       | Finalgegner                         | Ergebnis                  |
| --- | --------------- | ----------------------------------------------------- | --------- | ------------- | ----------------------------------- | ------------------------- |
| 1.  | 27. Mai 1923    | Paris                                                 | Hartplatz | Marcel Dupont | Umberto De Morpurgo Léonce Aslangul | 10:12, 3:6, 6:2, 6:3, 6:4 |
| 2.  | 3. Juli 1926    | Wimbledon (1)                                         | Rasen     | Henri Cochet  | Howard Kinsey Vincent Richards      | 7:5, 4:6, 6:3, 6:2        |
| 3.  | 5. Juni 1927    | Internationale französische Tennismeisterschaften (1) | Sand      | Henri Cochet  | Jean Borotra René Lacoste           | 2:6, 6:2, 6:0, 1:6, 6:4   |
| 4.  | 30. Januar 1928 | Australian Championships                              | Rasen     | Jean Borotra  | Edgar Moon James Willard            | 6:2, 4:6, 6:4, 6:4        |
| 5.  | 4. Juni 1928    | Internationale französische Tennismeisterschaften (2) | Sand      | Jean Borotra  | Henri Cochet René de Buzelet        | 6:4, 3:6, 6:2, 3:6, 6:4   |
| 6.  | 7. Juli 1928    | Wimbledon (2)                                         | Rasen     | Henri Cochet  | John Hawkes Gerald Patterson        | 13:11, 6:4, 6:4           |
| 7.  | 1. Juni 1930    | Internationale französische Tennismeisterschaften (3) | Sand      | Henri Cochet  | Harry Hopman James Willard          | 6:3, 9:7, 6:3             |
| 8.  | 6. Juni 1932    | Internationale französische Tennismeisterschaften (4) | Sand      | Henri Cochet  | Marcel Bernard Christian Boussus    | 6:4, 3:6, 7:5, 6:3        |
| 9.  | 2. Juli 1932    | Wimbledon (3)                                         | Rasen     | Jean Borotra  | Pat Hughes Fred Perry               | 6:0, 4:6, 3:6, 7:5, 7:5   |
| 10. | 8. Juli 1933    | Wimbledon (4)                                         | Rasen     | Jean Borotra  | Ryosuke Nunoi Jirō Satō             | 4:6, 6:3, 6:3, 7:5        |
| 11. | 2. Juni 1934    | Internationale französische Tennismeisterschaften (5) | Sand      | Jean Borotra  | Jack Crawford Vivian McGrath        | 11:9, 6:3, 2:6, 4:6, 9:7  |

#### Finalteilnahmen
| Nr. | Datum         | Turnier                                               | Belag | Partner      | Finalgegner                    | Ergebnis                  |
| --- | ------------- | ----------------------------------------------------- | ----- | ------------ | ------------------------------ | ------------------------- |
| 1.  | 21. Juli 1924 | Paris                                                 | Sand  | Henri Cochet | Frank Hunter Vincent Richards  | 6:4, 2:6, 3:6, 6:2, 3:6   |
| 2.  | 6. Juni 1925  | Internationale französische Tennismeisterschaften (1) | Sand  | Henri Cochet | Jean Borotra René Lacoste      | 5:7, 6:4, 3:6, 6:2, 3:6   |
| 3.  | 14. Juni 1926 | Internationale französische Tennismeisterschaften (2) | Sand  | Henri Cochet | Vincent Richards Howard Kinsey | 4:6, 1:6, 6:4, 4:6        |
| 4.  | 5. Juli 1927  | Wimbledon (1)                                         | Rasen | Henri Cochet | Frank Hunter Bill Tilden       | 6:1, 6:4, 6:8, 3:6, 4:6   |
| 5.  | 3. Juni 1929  | Internationale französische Tennismeisterschaften (3) | Sand  | Henri Cochet | René Lacoste Jean Borotra      | 3:6, 6:3, 3:6, 6:3, 6:8   |
| 6.  | 4. Juli 1931  | Wimbledon (2)                                         | Rasen | Henri Cochet | George Lott John Van Ryn       | 2:6, 8:10, 11:9, 6:3, 3:6 |
| 7.  | 7. Juli 1934  | Wimbledon (3)                                         | Rasen | Jean Borotra | George Lott Lester Stoefen     | 2:6, 3:6, 4:6             |
| 8.  | 17. Juni 1939 | Internationale französische Tennismeisterschaften (4) | Sand  | Jean Borotra | Charles Harris Don McNeill     | 6:4, 4:6, 0:6, 6:2, 8:10  |

### Mixed

#### Turniersiege
| Nr. | Datum         | Turnier                                               | Belag | Partnerin       | Finalgegner                       | Ergebnis |
| --- | ------------- | ----------------------------------------------------- | ----- | --------------- | --------------------------------- | -------- |
| 1.  | 6. Juni 1925  | Internationale französische Tennismeisterschaften (1) | Sand  | Suzanne Lenglen | Julie Vlasto Henri Cochet         | 6:2, 6:2 |
| 2.  | 14. Juni 1926 | Internationale französische Tennismeisterschaften (2) | Sand  | Suzanne Lenglen | Nanette le Besnerais Jean Borotra | 6:4, 6:3 |